# Montafia
Montafia (Montafìa in piemontese, pronunc. [mun-ta-fìa]) è un comune italiano di 959 abitanti della provincia di Asti in Piemonte.

## Storia

### Simboli
Lo stemma e il gonfalone del comune di Montafia sono stati concessi con decreto del presidente della Repubblica del 21 settembre 2004.
L'emblema comunale riprende il blasone della famiglia Montafia.
Il gonfalone è un drappo di rosso.

## Società

### Evoluzione demografica
Abitanti censiti

## Ambiente
Nel 2017 l'associazione Legambiente ha premiato l'iniziativa di tutela del Viale alberato di Montafia, che ha ottenuto il riconoscimento di notevole interesse pubblico da parte della Regione Piemonte.

## Amministrazione
Di seguito è presentata una tabella relativa alle amministrazioni che si sono succedute in questo comune.
| Periodo        | Periodo        | Primo cittadino         | Partito                         | Carica  | Note  |
| -------------- | -------------- | ----------------------- | ------------------------------- | ------- | ----- |
| 24 luglio 1985 | 28 maggio 1990 | Giovanni Massimo Tirone | Partito Liberale Italiano       | Sindaco | [ 7 ] |
| 28 maggio 1990 | 25 marzo 1991  | Giovanni Conti          | Democrazia Cristiana            | Sindaco | [ 7 ] |
| 25 marzo 1991  | 7 aprile 1992  | Armando Fasoli          | Democrazia Cristiana            | Sindaco | [ 7 ] |
| 1º giugno 1992 | 24 aprile 1995 | Silvano Appiano         | Democrazia Cristiana            | Sindaco | [ 7 ] |
| 24 aprile 1995 | 14 giugno 1999 | Silvano Appiano         | centro                          | Sindaco | [ 7 ] |
| 14 giugno 1999 | 14 giugno 2004 | Paolo Faussone          | lista civica                    | Sindaco | [ 7 ] |
| 14 giugno 2004 | 8 giugno 2009  | Paolo Faussone          | lista civica                    | Sindaco | [ 7 ] |
| 8 giugno 2009  | 25 maggio 2014 | Marina Conti            | lista civica Uniti per Montafia | Sindaco | [ 7 ] |
| 26 maggio 2014 | 25 maggio 2019 | Marina Conti            | lista civica Uniti per Montafia | Sindaco | [ 7 ] |
| 26 maggio 2019 | 10 giugno 2024 | Giovanni Marchese       | lista civica Uniti per Montafia | Sindaco | [ 7 ] |
| 10 giugno 2024 | in carica      | Giovanni Marchese       | lista civica Progetto Montafia  | Sindaco | [ 7 ] |